# 胡静林
胡静林（1964年6月—），安徽歙县人，中华人民共和国政治人物，现任国家税务总局党委书记、局长。

## 简历
毕业于中国人民大学，获经济学博士。2000年，任中华人民共和国财政部经济建设司副司长、司长；2007年，任财政部办公厅主任、新闻发言人。2009年，升任财政部部长助理、党组成员。
2014年7月14日，任财政部副部长、党组成员。2018年5月，任新组建的国家医疗保障局局长。
2023年11月28日，接替王军担任国家税务总局党组书记。 2023年12月9日，被任命为国家税务总局局长，不再担任国家医疗保障局局长。